# جيمس ميلر (لاعب كرة قدم بريطاني)
جيمس ميلر (بالإنجليزية: James Miller)‏ هو لاعب كرة قدم بريطاني، (ولد في غلاسكو في المملكة المتحدة 1904  م). لعب مع ريث روفرز ونادي ألبيون روفرز ونادي إيست فيف ونادي دمبرتون ونادي هيبرنيان.